# Caterina de Portugal i de Bragança
Caterina de Portugal (Lisboa 1540 - Vila Viçosa 1614), infanta de Portugal.

## Orígens familiars
Filla de l'infant Eduard de Portugal i la seva esposa Isabel de Bragança. Era neta per línia paterna del rei Manuel I de Portugal.

## Núpcies i descendents
Es casà el 1563 amb el seu cosí Joan I de Bragança, amb el qual va tenir:
- la infanta Maria de Bragança (1565-?)
- la infanta Serafina de Bragança (1566-1604)
- l'infant Teodosi de Bragança (1568-1630), duc de Bragança i pare del rei Joan IV de Portugal
- l'infant Eduard de Bragança
- l'infant Alexandre de Bragançaa, arquebisbe d'Évora
- la infanta Querubina de Bragança (1572-1580)
- la infanta Angèlica de Bragançaa (1573-1576)
- la infanta Maria de Bragança (1573)
- l'infant Felip de Bragança (1581-?)

## Reclamació al tron portuguès
El 1580 a la mort d'Enric I de Portugal, els descendents de l'infant Eduard de Portugal eren els únics supervivents legítims dels possibles hereus directes al tron. La tradició portuguesa atorgava preferència als descendents per línia masculina, a la qual Caterina pertanyia, i relegava a un segon pla la línia femenina, de la qual era descednent Felip II de Castella. Un altre pretendent s'hi afegí posteriorment, Antoni de Portugal, fill il·legítim de Lluís de Portugal, germà de Manuel I de Portugal.
Seguint aquesta idea, el nebot de Caterina, Ranuccio de Parma, era el primer en la línia de successió, seguit de Caterina. Caterina pel seu casament amb Joan de Bragança, descendents dels reis portuguesos i gran terratinent, aconseguí molts suports entre la noblesa però el seu competidor més immediat, Felip II de Castella, aconseguí subornar a molts d'aquests amb l'or procedent de les Índies Occidentals. El partit nacionalista portuguès, el clergat baix així com les classes populars donaren suport a Antoni de Portugal, que governà amb el nom d'Antoni I de Portugal. Però el 25 d'agost de 1580 les tropes castellanes del duc d'Alba derrotaren a Antoni en la batalla d'Alcántara i provocà que Felip II de Castella esdevingués rei de Portugal.
Caterina morí el 1614 a Vila Viçosa durant el regnat del seu cosí Felip II de Castella. Amb els anys el seu net Joan de Bragança esdevindrà rei de Portugal amb el nom de Joan IV de Portugal.